# Meridja
Meridja est une commune de la wilaya de Béchar en Algérie.

## Géographie

### Situation
Le territoire de la commune de Meridja est situé au nord-ouest de la wilaya de Béchar. Son chef-lieu est situé à 77 km à l'ouest de Béchar.
|           | ? (Maroc)   |                 |
| ? (Maroc) | Meridja     | Kenadsa, Abadla |
|           | Erg Ferradj |                 |

### Localités de la commune
Lors du découpage administratif de 1984, la commune de Meridja est constituée des localités suivantes : Meridja et Tibarbatine.

## Histoire
Un camp de travail y est utilisé pour emprisonner les réfugiés républicains espagnols à la fin de la guerre civile espagnole (voir Retirada).